# Ашдод
Ашдод е град в централната част на Израел, административно принадлежащ към Южния окръг.
Градът се намира на брега на Средиземно море, южно от Тел Авив. Възниква първоначално като бежански лагер през 1956 г. По-късно се развива като пристанищен град, което до голяма степен спомага за нарастване на стопанското му значение.
В днешно време в града се развива нефтопреработвателната и химическата промишленост, както и обработката на диаманти.